# Francis Kane
Francis Joseph Kane (ur. 30 października 1942 w Chicago, Illinois) – amerykański duchowny katolicki, biskup pomocniczy Chicago w latach 2003–2018.

## Życiorys
Święcenia kapłańskie otrzymał z rąk kardynała Johna Cody'ego w dniu 14 maja 1969. Inkardynowany do archidiecezji Chicago, przez 10 lat pełnił funkcję wikariusza parafialnego, a następnie rozpoczął pracę w kurii diecezjalnej. W 1993 został proboszczem parafii św. Józefa w Wilmette.
24 stycznia 2003 został mianowany biskupem pomocniczym Chicago ze stolicą tytularną Sault Sainte Marie in Michigan. Sakry udzielił mu kard. Francis George OMI. Jako biskup pełnił funkcje m.in. członka władz miejscowego seminarium, koordynatora ds. posług kościelnych, a także (od 2013) wikariusza generalnego archidiecezji.
3 lipca 2018 przeszedł na emeryturę.